# Ciência ocupacional
A ciência ocupacional é o estudo da atividade humana, especialmente quando motivada por um objetivo e relacionada ao bem-estar e à saúde, como concebidos na terapia ocupacional. A terapia ocupacional faz parte das ciências humanas e sociais e se baseia em uma variedade de metodologias e disciplinas, incluindo antropologia, psicologia e sociologia. Ela envolve pesquisa básica, pesquisa aplicada ou pesquisa "transformadora". Esta última adota uma abordagem crítica, questionando as relações de poder que existem dentro das ocupações e entre os profissionais e as pessoas, comunidades e populações que eles atendem.
Sob a perspectiva da ciência ocupacional, uma ocupação é "um grupo de atividades, culturalmente denominado, que tem valor pessoal e sociocultural e que apoia a participação na sociedade". As ocupações são, portanto, entendidas como atividades humanas orientadas para objetivos, realizadas por indivíduos específicos em um contexto específico.
A ciência ocupacional faz parte das ciências puras, enquanto a terapia ocupacional, devido à sua proximidade com a ciência ocupacional, é sua vertente nas ciências aplicadas.
No mundo anglófono, o termo "ciência ocupacional" às vezes é enganoso, pois a ocupação geralmente se refere à atividade produtiva, ao trabalho. O mesmo acontece em francês devido às conotações pejorativas do termo ocupação (passatempo inútil ou ocupação militar da França pelos nazistas). Algumas pessoas na França preferem por isso a expressão "ciências (ou ciência) da atividade humana".

## História
A ciência ocupacional evoluiu a partir do esforço de estudiosos de diferentes disciplinas para compreender como os seres humanos ocupam o continuum espaço-tempo. Ela foi nomeada e promovida em 1989 por uma equipe de professores da Universidade do Sul da Califórnia (USC) sob a liderança de Elizabeth Yerxa, que foi influenciada pelo trabalho de estudantes de pós-graduação sob a supervisão de Mary Reilly na mesma universidade. Desde o seu início. que coincidiu com a constituição do programa de doutorado em Ciência Ocupacional na USC, a ciência ocupacional evoluiu como uma fonte adicional de pesquisas para expandir os conhecimentos teóricos e empíricos que, entre outras finalidades, servem de apoio à profissão de terapia ocupacional.
A sociedade acadêmica Occupational Science Europe foi por sua vez criada em 2015 com o objetivo de promover a ciência ocupacional no continente europeu.

## Ligações entre ciência ocupacional eterapia ocupacional
A ciência ocupacional foi desenvolvida por estudiosos (principalmente da profissão de terapia ocupacional) que se basearam em ideias originais anteriores à fundação da terapia ocupacional . Pode, portanto, ser considerada como uma disciplina acadêmica em desenvolvimento ou emergente. Os substratos (ou dimensões subjacentes) da ocupação (forma, função e significado) são difíceis de observar e quantificar, e, portanto, requerem e beneficiam de uma abordagem multidisciplinar. Embora tanto a ciência ocupacional quanto a terapia ocupacional estejam enraizadas na teoria de sistemas e em visões holísticas da agência humana, os métodos para observar e compreender a forma de uma ocupação (como algo é feito), função (seu propósito) e significado (como é compreendido e experimentado pelo agente) nem sempre têm uma abordagem holística. Por exemplo, disciplinas como a biomecânica e a psicologia informam a ciência ocupacional mas, individualmente, não estão necessariamente preocupadas com uma compreensão integrada dos factores que influenciam coletivamente a vida quotidiana de uma pessoa. A prática profissional em terapia ocupacional pode suscitar novas ideias e desencadear potenciais pesquisas dentro da disciplina da ciência ocupacional; embora normalmente o conhecimento das disciplinas acadêmicas preceda a aplicação desse conhecimento em campos aplicados. A ciência ocupacional tem a capacidade de fornecer informações sobre a modalidade primária de terapia ocupacional (ocupação) através do estudo das consequências da engajamento ocupacional e dos seus benefícios terapêuticos. Reciprocamente, a pesquisa em terapia ocupacional pode fornecer informações sobre como a agência humana e os fatores que a influenciam mudam em situações de doença, deficiência ou intervenção terapêutica. Pontos de vista adicionais sobre essas relações podem ser encontrados em documentos que descrevem as relações entre a ciência ocupacional e a terapia ocupacional, publicados pela World Federation of Occupational Therapists (WFOT) e pela Society for the Study of Occupation: USA (SSO:USA) nos Estados Unidos. Esforços de pesquisa contribuíram ao delineamento de conceitos-chave ou essenciais da ciência ocupacional no que se refere à prática da terapia ocupacional. A continuação deste trabalho poderá contribuir para o aprimoramento do conhecimento de educadores, cientistas e profissionais no que diz respeito ao uso, baseado em evidências, da ocupação na prática da terapia ocupacional.

## Relações entre ocupação humana, saúde e bem-estar
Além dos benefícios bem documentados da atividade física regular, ocupações que geram propósito, competência e autoestima podem proporcionar benefícios psicológicos relacionados à satisfação de necessidades de sentido. Situações de vida que limitam ou restringem a participação em ocupações significativas (como isolamento geográfico, refúgio político ou encarceramento) ou levam à participação em ocupações prejudiciais (como abuso de substâncias, comportamentos desviantes ou de risco), podem levar à “doença, isolamento e desespero”, ou mesmo morte. No entanto, a participação em ocupações que se mostram benéficas ou restauradoras pode melhorar a saúde. Através da participação em ocupações engajadas ou restaurativas, o estado mental dos indivíduos pode ser melhorado e resultar em sentimentos de regeneração. O sono, uma área de ocupação, não só regenera os processos físicos e cognitivos, mas também é necessário para um funcionamento ocupacional satisfatório. Participar em outras ocupações relaxantes ou que reduzam a tensão, como  ler um livro, receber uma massagem, dar um passeio, fazer exercício ou praticar um hobby estimulante, pode fornecer restauração física, cognitiva e mental e redução do estresse.
Pesquisas empíricas relatam os benefícios psicológicos e fisiológicos obtidos por meio da participação em diferentes tipos de ocupações humanas rotineiras. As questões sobre a natureza das diferentes dimensões da ocupação humana e as suas influências na identidade, no comportamento e nos estados dos seres humanos são vistas pelos cientistas ocupacionais como áreas pertinentes de investigação. Os teóricos do desenvolvimento humano há muito levantam a hipótese de que as ocupações entretenidas durante a infância e os eventos relacionados às atividades características dos diferentes estágios da fase adulta são fatores críticos para o crescimento e maturação física, cognitiva e psicológica.
Da mesma forma, há um interesse contínuo em como os padrões de uso diário do tempo, incluindo hábitos, rotinas e estilos de vida, podem estar relacionados com estados de bem-estar. Adolf Meyer, um proeminente psiquiatra e defensor da terapia ocupacional nos Estados Unidos, foi um dos primeiros a especular que um padrão, ritmo ou fluxo regular de ocupações diárias contribue para a saúde mental. Meyer também postulou que a história de vida dos seus pacientes poderia ser usada para identificar condições situacionais e eventos que ajudam a explicar os seus distúrbios, proporcionando assim um caminho para a prevenção através de intervenções comunitárias para promover a saúde pública (higiene mental).

## Aplicação acadêmica
O desenvolvimento da ciência ocupacional como disciplina acadêmica tem avançado através da criação de vários programas de estudo em universidades que oferecem diplomas de graduação e pós-graduação na área. As disciplinas nas quais os cientistas ocupacionais podem ser encontrados incluem arquitetura, engenharia, educação, marketing, psicologia, sociologia, antropologia, economia, terapia ocupacional, saúde pública e geografia. Existem várias sociedades nacionais, regionais e internacionais dedicadas a promover a evolução desta área especializada das ciências humanas. Periódicos acadêmicos contendo conteúdo diretamente relevante para a ciência ocupacional incluem o Journal of Occupational Science , OTJR: Occupational Therapy Journal of Research, Journal of Happiness Studies, 'Quality of Life Research, Applied Research in Quality of Life, Canadian Journal of Occupational Therapy, The Scandinavian Journal of Occupational Therapy, o American Journal of Occupational Therapy, Revue Francophone de Recherche en Ergothérapie, e vários outros periódicos de terapia ocupacional.